# Zone (album)
Pour les articles homonymes, voir Zone.
Albums de IV My People
Certifié conforme
(2000) Mission
(2002)
Zone est le second album studio du collectif IV My People, sorti en 2002.

## Liste des titres
| No  | Titre                      | Musique                | Interprètes                                | Durée |
| --- | -------------------------- | ---------------------- | ------------------------------------------ | ----- |
| 1.  | Prémices (intro)           | Madizm                 |                                            | 1:11  |
| 2.  | C'est die                  | DJ Doze, DJ Kost, Elio | Nysay                                      | 3:52  |
| 3.  | Œil pour œil               | Madizm                 | Kool Shen et Zoxea                         | 4:06  |
| 4.  | Même si ta mère m'aime pas | Sec.Undo               | Serum feat. Dadoo                          | 4:16  |
| 5.  | FMP Radio (interlude)      | Madizm                 | Toy                                        | 0:30  |
| 6.  | J'y arrive pas             | Madizm                 | Salif                                      | 3:49  |
| 7.  | On veut tout               | Madizm                 | Salif feat. Akhenaton & Granit             | 4:04  |
| 8.  | Streets                    | Sec.Undo               | Salif et Toy                               | 3:58  |
| 9.  | Lalala... Warning Warning  | Madizm                 | Kool Shen, Alcide H (Serum) et Zoxea       | 2:56  |
| 10. | Demo vs Ded'N (interlude)  | Madizm                 | DJ Ded'N et DJ Demo                        | 0:56  |
| 11. | Are You Ready?             | Madizm                 | Kool Shen et Toy                           | 3:45  |
| 12. | Why Should I?              | DJ Doze, Elio          | Toy                                        | 3:05  |
| 13. | Réflexion                  | Madizm                 | Alcide H                                   | 3:55  |
| 14. | Handeck                    | Madizm                 | Kool Shen, Salif, Exs et Dany Boss (Serum) | 4:38  |
| 15. | Que s'passe-t-il ?         | Sec.Undo               | Nysay                                      | 3:40  |
| 16. | On fait l'show             | Sec.Undo               | Serum feat. Djaka                          | 3:53  |
| 17. | C'est pour toi qu'tu joues | Madizm, Sec.Undo       | Kool Shen, Alcide H et Salif               | 4:58  |

## Samples
- C'est Die contient un sample de I'm Not to Blame de Bobby Byrd[2]
- Streets contient des extraits vocaux du film L'Impasse.